# Уоррен, Джим
Джим Уоррен (англ. Jim Warren, род. 24 ноября 1949, Лонг-Бич, Калифорния) — американский художник-иллюстратор коммерческого толка.. Работает в направлении сюрреализма.
Наряду с работами позитивного, жизнеутверждающего содержания, создал ряд специфических, некоммерческих картин, выражающих страшные фантазии, изображающих деформации человеческого тела. 

## Биография
Джим Уоррен не имел специального художественного образования. Отдельные навыки он получил, учась в художественном классе средней школы. Далее в колледже он проходит курс живописи. Но в целом в интервью называет себя художником-самоучкой. В школе выбирал между профессиями рок-музыканта, фокусника и живописца. Окончательно определился в 1967 году, решив стать художником, «богатым и знаменитым». В 1975 году получает главный приз на выставке в Вествуде. В 1981 году получает премию Грэмми за лучшую обложку для первого номера журнала «Против ветра». С 1985 года рисует более 200 книжных обложек, в том числе для книг таких авторов, как Артур Кларк, Робин Кук и Клайв Баркер, киноафиши для «Фантома», «Ночи живых мертвецов», «Восковых фигур», а также ряд обложек для журналов «Зона Сумерек» и «Хэви-метал». Картина «Земля. Люби её или потеряешь» была широко признана критиками в 1990 году, неоднократно тиражировалась на обложках журналов, плакатах, рекламных щитах, футболках. С 1996 года пишет серию портретов (Жюльетт Льюис, Уиллэнда, Майкла Пэрнелла), вышедших под названием «Персонифицированные картины». Портретируемые модели изображались среди фантастических пейзажей, в окружении необычных существ. В 1997 году празднует 30-летие своей художественной карьеры. Свою первую книгу «Работы Джима Уоррена: Американский оригинал» издал в 1997 году. В 2002 году опубликовал книгу «Нарисованные миры». Сотрудничает с кинокомпанией The Walt Disney Company.

## Творчество
На картинах Уоррен придаёт антропоморфные или зооморфные черты волнам, морской пене, облакам, скалам. Составляет человеческие лица из элементов пейзажа. Обращается к мифологическим темам (фигуры русалок, единорогов). Своё главное правило выражает в идее: «К чёрту правила… Рисуй то, что тебе нравится».

## Работы

### Картины
- Portraits of Juliette Lewis (Vacation, Cape Fear) Marine life artist Wyland, and Michael Parnell (CEO of Oakley sunglasses), among others.
- Warren/Disney collaboration paintings released as fine art prints in 2004
- Collaboration with artist Michael Godard to combine his horses and romance themes with Godard’s mischievous olive people in 2009.
- Portraits of John Stamos unveiled at Fame Wall, NYC in 2009.
- Portraits of the Beach Boys 50th Anniversary unveiled at Fame Wall, Hollywood, Ca Sept 23, 2010
- Portraits of Kristen Chenoworth and also Sean Hayes (both in «Promises, Promises» on Broadway will be unveiled at Fame Wall in NYC some time in 2010.

### Книги
- The Art of Jim Warren: An American Original Art Lover Products, 1997. ISBN 978-0965877503.
- Painted Worlds, 2002, Paper Tiger